# Janova Lehota
Janova Lehota (německy Drexlerhau, Drechslerhau, maďarsky Jánosgyarmat) je obec na Slovensku v okrese Žiar nad Hronom. V roce 2015 zde žilo 975 obyvatel. První písemná zmínka o obci pochází z roku 1487. Vznik obce souvisí s německou východní kolonizací ve 14. a 15. století.

## Památky
V Janově Lehotě stojí římskokatolický kostel Nejsvětějšího Srdce Ježíšova z roku 1487 a kaplička Panny Marie Sedmibolestné z roku 1739.